# Jaume Clotet i Planas
|  | Aquest article tracta sobre el periodista i historiador. Si cerqueu el cofundador dels claretians, vegeu «Jaume Clotet i Fabrés». |

Jaume Clotet i Planas (Sarrià, Barcelona, 16 de maig de 1974) és un periodista, historiador i escriptor català.

## Trajectòria
Llicenciat en Periodisme per la Universitat Autònoma de Barcelona i en Història per la Universitat de Barcelona, va ser cap de la secció de política del diari Avui. Fou corresponsal a Euskadi entre 2001 i 2003 per l'Avui i Ona Catalana. Entre el 2003 i el 2008 va ser cap de premsa de la conselleria de Governació de la Generalitat de Catalunya i entre 2008 i 2010 va ocupar el càrrec de subdirector de l'Agència Catalana de Notícies. És membre fundacional del Grup de Periodistes Ramon Barnils i ha col·laborat en diversos mitjans, com l'Ara, El Punt Avui, El Singular Digital, TV3, Público, ABC, COM Ràdio, Ona Catalana i RAC 1.
És coautor, amb Quim Torra, de Les millors obres de la literatura catalana (comentades pel censor) (A Contra Vent, 2010) i de la novel·la històrica Lliures o morts (Columna, 2012), amb el periodista David de Montserrat. El 2014 publicà 50 moments imprescindibles de la història de Catalunya (Columna), reeditat el març de 2015. També ha publicat els contes infantils La meva primera Diada, El meu primer llibre de Nadal i La meva primera festa major amb la il·lustradora Rut Bisbe, així com el reportatge «Voluntaris catalans a la guerra de Croàcia», publicat a la Revista de Catalunya el 2012.
El febrer de 2014 va assumir la direcció del Programa Internacional de Comunicació i Relacions Públiques Eugeni Xammar del Govern de la Generalitat de Catalunya, en substitució de Martí Estruch.
Amb l'arribada del Govern Puigdemont, el 2016 fou nomenat Director General de Comunicació del Govern de la Generalitat i el setembre del mateix any 2016 va guanyar el Premi Nèstor Luján de novel·la històrica amb El càtar proscrit, publicat per Editorial Columna. El gener de 2024 va obtenir el Premi Josep Pla amb la novel·la La Germandat de l'Àngel Caigut.

## Publicacions destacades
- Les millors obres de la literatura catalana (comentades pel censor) (A Contravent, 2010) amb Quim Torra.
- Lliures o morts (Columna, 2012) amb David de Montserrat
- 50 moments imprescindibles de la història de Catalunya (Columna, 2015)
- El càtar proscrit (Columna, 2016)
- La Germandat de l'Àngel caigut (Ediciones Destino, 2024)

## Premis i reconeixements
- 2016 - Premi Nèstor Luján de novel·la històrica amb El càtar proscrit
- 2024 - Premi Josep Pla de narrativa amb La Germandat de l'Àngel Caigut[8]